# Eumecocera impustulata
Eumecocera impustulata là một loài bọ cánh cứng trong họ Cerambycidae.